# Nasy
Nasy [ˈnasɨ] (tiếng Đức: Nassen) là một ngôi làng thuộc khu hành chính của Gmina Biskupiec, thuộc huyện Olsztyński, Warmińsko-Mazurskie, ở miền bắc Ba Lan. Nó nằm khoảng 5 kilômét (3 mi)   phía tây Biskupiec và 26 km (16 mi)     về phía đông của thủ đô khu vực Olsztyn.
Làng có dân số 68.